# Latvenergo
Latvenergo är en statligt ägd elproducent och elnätsägare i Lettland som säljer sina tjänster i Baltikum.

## Historia
Företaget har sitt ursprung i etableringen av Ķegums HPP 1939, då det statliga elbolaget "Ķegums" grundades den 22 december efter ett regeringsbeslut.
Det nuvarande namnet användes först på 1980-talet, men ett liknande namn förekom redan 1941, när privata kraftverk och elnät nationaliserades efter ockupationen av Lettland och den statliga energimyndigheten "Latenergo" inrättades. Under den lettiska SSR byggdes flera stora kraftverk och den statliga energiindustrin omstrukturerades flera gånger. År 1989 grundades Latvenergo, en produktionsförening som var underordnad lettiska institutioner.
Den 30 juni 2021 förvärvade det estniska dotterbolaget Elektrum Eesti flera mikronätsföretag (Energiaturu Võrguehitus OÜ, SNL Energia 1 OÜ och Baltic Energy System OÜ) som äger transformatorstationer med egen kundbas, hanterar 53 MW elanslutningar och transporterar nästan 80 GWh el per år; transaktionen godkändes av den estniska konkurrensmyndigheten den 3 augusti.
Den 22 juli 2022 bildades företaget Latvijas vēja parki SIA tillsammans med JSC Latvijas valsts meži för produktion av vindkraft. Latvenergo förvärvade 80 % av aktierna i det nya företaget och Latvijas valsts meži 20 %. Man planerar att installera 100 till 120 vindkraftverk i flera stora vindkraftsparker med en total kapacitet på cirka 800 MW, vilket genererar 2,4 TWh el per år.